# Kamecznica
Kamecznica – miejscowa nazwa stosowana w Górach Świętokrzyskich, oznaczająca głęboki, rozległy, najczęściej zalesiony wąwóz, pokryty dużą ilością skalnych okruchów kwarcytowych. Pośrodku kamecznicy najczęściej płynie strumień, zwykle mający swoje źródło w niewielkich niszach w przyszczytowych partiach wąwozu.
Kamecznice występują m.in. w paśmie głównym Gór Świętokrzyskich, do którego należą Łysogóry oraz ich geologiczne przedłużenia.